# Leibniz-Forschungsnetzwerk Bildungspotenziale
Das Leibniz-Forschungsnetzwerk Bildungspotenziale (LERN – Leibniz Education Research Network) ist ein interdisziplinäres Forschungsnetzwerk, das sich Fragen der formellen und informellen Bildung in allen Lebensphasen widmet.
Im Forschungsnetzwerk haben sich Forscher aus 27 Einrichtungen (17 Institute der Leibniz-Gemeinschaft und 10 weitere Institute) zusammengeschlossen, um ihre Expertise in den Fachdisziplinen Erziehungswissenschaft, Fachdidaktiken, Linguistik, Kultur-, Medien- und Neurowissenschaften, Ökonomie, Politikwissenschaft, Psychologie, Soziologie, Sprachwissenschaft sowie Informationswissenschaft und Informatik zu bündeln.

## Struktur und Organisation
Das Leibniz-Forschungsnetzwerk Bildungspotenziale wurde am 1. Januar 2013 als „Leibniz-Forschungsverbund Bildungspotenziale“ zunächst für fünf Jahre gegründet und 2017 für eine weitere Laufzeit von sieben Jahren bis zum 31. Dezember 2024 verlängert. Im Juli 2020 wurde es von einem Forschungsverbund in ein Forschungsnetzwerk umgewandelt und hat sich für eine dritte Laufzeit um weitere sieben Jahre verlängert und läuft derzeit am 30. Juni 2032 aus.
Das Netzwerk wird von einer fünfköpfigen Sprechergruppe geleitet:
- Marcus Hasselhorn (Leibniz-Institut für Bildungsforschung und Bildungsinformation)
- Ulrike Cress (Leibniz-Institut für Wissensmedien)
- Olaf Köller (Leibniz-Institut für die Pädagogik der Naturwissenschaften und Mathematik an der Universität Kiel)
- Heike Solga (Wissenschaftszentrum Berlin für Sozialforschung)
- Cordula Artelt (LIfBi – Leibniz-Institut für Bildungsverläufe)

Vorsitzender der Sprechergruppe ist Marcus Hasselhorn, die Stellvertretung wird durch Heike Solga wahrgenommen. Die Koordination des Leibniz-Forschungsnetzwerks Bildungspotenziale ist am DIPF | Leibniz-Institut für Bildungsforschung und Bildungsinformation angesiedelt. Neben den Netzwerkaktivitäten gehören auch Kommunikation und die Organisation von Veranstaltungen zu den Aufgaben.

## Ziele
Das Leibniz-Forschungsnetzwerk Bildungspotenziale hat vier Hauptziele, die seine Forschungstätigkeit und den Austausch mit anderen Akteuren in Bildungsforschung und Bildungspraxis betreffen: die interdisziplinäre Forschungszusammenarbeit, der wissenschaftliche Austausch und die Nachwuchsförderung, die nationale und internationale Vernetzung sowie der Wissenstransfer und die Beratung. Um den Dialog zu fördern, findet seit 2013 jährlich das Bildungspolitische Forum des Netzwerks in Berlin zu aktuellen Themen statt:
- Bildungspolitisches Forum 2013: „Vermessung von Kompetenzen“
- Bildungspolitisches Forum 2014: „Bildungsinvestitionen und Bildungserträge im Lebenslauf“
- Bildungspolitisches Forum 2015: „Akzeptanz und Umsetzbarkeit von Bildungsreformen: Wie wir Bildungspotenziale ausschöpfen können“
- Bildungspolitisches Forum 2016: „Migration und Integration: Wie können Potenziale entwickelt werden?“
- Bildungspolitisches Forum 2017: „Bildungspotenziale in Zeiten digitalen Wandels“
- Bildungspolitisches Forum 2018: „Potenziale früher Bildung: ‚Früh übt sich, …‘“
- Bildungspolitisches Forum 2019: „Bildung braucht mehr als einen klugen Kopf“
- Bildungspolitisches Forum 2020: „Gute sprachliche Bildung“
- Bildungspolitisches Forum 2021: „Innovation und Wohlstand durch MINT-Bildung“
- Bildungspolitisches Forum 2022: „Mindeststandards – ein Beitrag zu besserer Bildung für alle?“
- Bildungspolitisches Forum 2023: „Außerschulische und informelle Lernorte für Kinder und Jugendliche“
- Bildungspolitisches Forum 2024: „Fachkräftemangel in der Bildung: Chancen und Perspektiven“

## Netzwerkpartner
- Bundesinstitut für Bevölkerungsforschung (BiB)
- Bildungsforschung an der Universität Münster, koordiniert durch das Zentrum für Lehrerbildung
- Department Erziehungswissenschaft der Universität Potsdam
- Deutsches Institut für Erwachsenenbildung – Leibniz-Zentrum für Lebenslanges Lernen e.V. (DIE)
- Leibniz-Institut für Bildungsforschung und Bildungsinformation (DIPF)
- Deutsches Zentrum für Hochschul- und Wissenschaftsforschung (DZHW)
- Leibniz-Institut für Bildungsmedien | Georg-Eckert-Institut (GEI)
- Leibniz-Institut für Sozialwissenschaften (GESIS)
- Hector-Institut für Empirische Bildungsforschung (HIB)
- Institut für Arbeitsmarkt- und Berufsforschung (IAB)
- Leibniz-Institut für Agrarentwicklung in Transformationsökonomien (IAMO)
- Leibniz-Institut für Deutsche Sprache (IDS)
- ifo Institut – Leibniz-Institut für Wirtschaftsforschung an der Universität München e.V.
- Leibniz-Institut für die Pädagogik der Naturwissenschaften und Mathematik (IPN)
- Institut zur Qualitätsentwicklung im Bildungswesen (IQB)
- Leibniz-Institut für Wissensmedien (IWM)
- Leibniz-Institut für Bildungsverläufe (LIfBi)
- Leibniz-Institut für Neurobiologie (LIN)
- Leibniz-Zentrum für Archäologie (LEIZA)
- Mercator-Institut für Sprachförderung und Deutsch als Zweitsprache
- RWI – Leibniz-Institut für Wirtschaftsforschung
- Universität Luxemburg
- Wissenschaftszentrum Berlin für Sozialforschung (WZB)
- Leibniz-Zentrum Allgemeine Sprachwissenschaft (ZAS)
- Zentrum für Europäische Wirtschaftsforschung GmbH (ZEW)
- Leibniz-Institut für Psychologie (ZPID)
- Zentrum für internationale Bildungsvergleichsstudien (ZIB)